# Liste der Monuments historiques in Cabrières-d’Avignon
Die Liste der Monuments historiques in Cabrières-d’Avignon führt die Monuments historiques in der französischen Gemeinde Cabrières-d’Avignon auf.

## Liste der Bauwerke
| Bezeichnung                                                      | Beschreibung | Standort                 | Kennzeichnung | Schutzstatus | Datum | Bild           |
| ---------------------------------------------------------------- | ------------ | ------------------------ | ------------- | ------------ | ----- | -------------- |
| Schloss Cabrières Umfassungsmauer, Säle, Türme, Fassaden, Dächer |              | rue du Vieux Four (Lage) | PA00081987    | Inscrit      | 1979  | weitere Bilder |

## Liste der Objekte
- Monuments historiques (Objekte) in Cabrières-d’Avignon in der Base Palissy des französischen Kulturministeriums (französisch)